# Louis Blanpain de Saint-Mars
Louis Blanpain de Saint Mars est un poète vendéen, écrivain et compositeur de musique pour piano, né le 5 février 1875 au  château des Thuileries (Sigournais) et mort aux Sables-d’Olonne le 3 février 1951.

## Biographie
Louis Blanpain de Saint-Mars est le deuxième enfant d'Eugène Blanpain (1850-1937) et de Marthe Marie Le Bœuf de Saint-Mars (1853-1939) mariés en 1871. Il vit toute sa petite enfance au château des Thuileries de Sigournais (85110) construit entre 1840 et 1848 par son grand-Père René Marie Eugène Blanpain. Ce château sera ruiné en 1947 à la suite d'un incendie. En 1882, la famille quitte Sigournais pour s'installer dans la propriété de la Salière (écrit aussi "la Sallière") à Saint-Hilaire-du-bois (85410) à une quinzaine de kilomètres. il y vit toute son adolescence tout en faisant ses études qu'il termine à Paris par un doctorat en droit. Durant ses jeunes années, il s'imprègne de la vie campagnarde du bocage vendéen, de ses coutumes et s'initie à la chasse à courre que son père pratique assidûment. Il deviendra un veneur émérite et nous retrouverons cette passion pour la grande vénerie dans son second livre. Les Blanpain, depuis 3 générations s'intéressent aussi à la race chevaline et ont constitué à Sigournais un petit élevage de chevaux, en collaboration avec les haras de La Roche-sur-Yon, destinés à la chasse, à l'armée et en fin de compte aux premières courses de trot régionales. Le 3 juillet 1907, Louis Blanpain de Saint-Mars épouse à Fontenay-le-Comte (85200) Antoinette Pichard de la Caillère (1184-1965), d'une vieille famille fontenaisienne, fille de Louis et de Marie Parès, dont il aura deux enfants: Agnès née en 1908 et Jean-Baptiste né en 1909. C'est probablement dans cette période qu'il rencontre Louis Maingueneau (1884-1950), fils de tanneur né à Fontenay-le-Comte et mort au Mans, qui va se révéler musicien de grand talent, futur élève au conservatoire de Paris d'André Gédalge et auquel Louis Blanpain vouera une grande admiration artistique.
À la suite de mésententes familiales, Louis Blanpain de Saint-Mars, vers 1930 s'éloigne du Bocage et de Fontenay-le-Comte et va se fixer définitivement aux Sables-d'Olonne d'où il écrira la majorité de ses livres. Il ne néglige pas les courses hippiques du lieu dont l'une porte toujours le titre de "prix Blanpain de Saint-Mars". Le peintre vendéen André Astoul réalise son portait conservé au musée vendéen de Fontenay. Désabusé, résigné, séparé depuis de longues années de ses enfants, il nous livre très tôt "son adieu, celui d'un étranger". Il meurt aux Sables d'Olonne le 3 février 1951. Sa dépouille repose dans le caveau familial de Sigournais.

## Œuvres
Nous devons à Louis Blanpain de Saint Mars trois variétés d'œuvres : des poèmes, de petites compositions musicales et des livres.

### Des poèmes
- Les Feuillets de Printemps, recueil de poésies écrites dans la jeunesse avec son ami Henri du Fontenioux, dans lequel les deux auteurs s'interpellent parfois d'un poème à l'autre, publié en 1897.
- De 1900 à 1927, plusieurs poèmes épars: Ses longs cheveux blonds, Ses yeux sont-ils bleus, L'Etang, Veux-tu, Egoisme, Vers le Calme, Amertume  édités dans la revue du Bas-Poitou dirigée par Renée Valette. En 1918 parait Silhouettes de Héros en l'honneur des combattants de la Grande Guerre.
- La Faute, scène biblique en vers très adroitement et finement écrite en février 1918, divisée en neuf petites scènes. Il n'a manqué que la musique, la mise en scène étant déjà tracée par l'auteur.

### Compositions musicales
- Bonheur sans escompte. Piano. Op. 12
- Cercigny. Piano. Op. 13
- Soirée d'août. Piano. Op. 11
- Bonheur sans escompte. Valse pour piano par L. Blanpain de St Mars. Op 42
- Le Roi de Thulé, ballade, paroles de Arsène Houssaye.
- Le Sphinx, romance pour chant et piano, paroles et musique de L. Blanpain de St Mars
- Chanson d'Exil, Obstination, paroles du poète François Coppée.
- Romance, paroles de Victor Hugo.
- Aïda, petite valse
- Musique des Chansons de Vendée, paroles d'Emile Robin, 1901. "la musique est telle que l'on croit entendre et les sanglots de l'amoureux éploré et le doux frémissement de l'air qui passe sur les bruyères de notre bocage" écrit M. Prouteau à la sortie du recueil.
- La Circulaire, 1919, petite opérette militaire en un acte, écrite au moment de la victoire.
- Harmonisation de Vieilles Chansons de Vendée, recueillies par Emile Boismoreau. Pierre Bossuet éditeur, 1930.

### Ouvrages
- Mélusine : Légende musicale en un acte, sur un poème de Louis Blanpain de St Mars et d'Henri Aucher.. Musique de Louis Maingueneau, donnée en première représentation à Nantes le 6 mars 1913.
- Ninon de Lenclos, drame lyrique, en 4 actes dont 1 prologue (1919), sur un livret des mêmes et musique de Louis Maingueneau. Donné en première audition le 8 janvier 1920 au théâtre des Arts de Rouen avec Mlle Mireille Berthon dans le rôle de Ninon, suivi de sept représentations dirigées par le chef d'orchestre François Rühlman. L'œuvre, très bien accueillie par la critique, est donnée à Nantes, Lyon, Bordeaux, Anvers, Genève, etc. Plusieurs extraits paraitront dans le Menestrel, journal de musique parisien. Partition, chant et piano, réduite par Alfred Françaix.
- Au Bocage Vendéen (1930). Ouvrage d'une écriture sûre, simple et très descriptive qui rassemble les récits, conversations et souvenirs retrouvés, entendus et souvent vécus par l'auteur. Juxtaposition d'histoires courtes, pittoresques et souvent gaies, révélatrices du terroir vendéen de cette époque.
- Souvenirs de Vénerie en Bas-Poitou (1933). Une très belle œuvre où l'auteur fait appel à ses souvenirs de veneurs de 1880 à 1914, rapportant l'engouement d'une certaine société pour ce type de chasse. L'auteur situe les forêts vendéennes, dit quelques mots des différents équipages de grande vénerie, inscrit leur fanfare et surtout rapporte d'une manière très drôle les anecdotes, les farces croustillantes qui agrémentaient les sorties de chasse, d'un temps tout autre. Ce livre est encore recherché.
- M. Brichanteau des Houlières (1935) histoire d'un bourgeois vendéen sous la Monarchie de Juillet (1936). Le livre possède de jolis passages sur la forêt domaniale de Mervent-Vouvant.
- Le Chevalier de Bournigal (1946). Il ne s'agit plus de nouvelles mais d'un vrai petit roman très réussi, situé à la fin du premier empire et qui restitue l'atmosphère d'inquiétude et d'espoir qui existe en Vendée en cette période apaisée mais encore sous le coup des événements de 1793-94.
- Le Faune (1950), roman, suivi de petits contes alertement mis en page et les Adieux de l'auteur qui mourra l'année suivante.
- D'autres ouvrages sont restés au stade de manuscrits: Le dernier des Marignan, L'universel en exil, Paradisus ou le Pareds, Rien qu'une Vie, Deux familles dans l'Histoire Vendéenne.

## Pour approfondir